# خشایار موحدیان
خشایار موحدیان (زاده ۳ اسفند ۱۳۵۶ در اصفهان) تدوین‌گر اهل ایران است. وی به واسطه مادر، برادر کوچکتر سروش صحت بازیگر، نویسنده و کارگردان ایرانی است.
او در سال ۱۳۹۷ برای فیلم قسم نامزد تدوین در جشنواره سی و هفتم فیلم فجر شد.

## فیلم‌شناسی

### فیلم
- صبحانه با زرافه‌ها (۱۴۰۲)
- آغوش باز (۱۴۰۲)
- پرونده باز است (۱۴۰۱)
- سیاه باز (۱۳۹۹)
- قسم (۱۳۹۷)
- جهان با من برقص (۱۳۹۷)
- تیغ و ترمه (۱۳۹۷)
- زندانی‌ها (۱۳۹۷)
- جشن دلتنگی (۱۳۹۶)
- بی‌نامی (۱۳۹۵)
- فصل نرگس (۱۳۹۴)
- نقطه کور (۱۳۹۴)
- هیهات (۱۳۹۴)
- ماهی سیاه کوچولو (۱۳۹۳)
- آرایش غلیظ (۱۳۹۲)
- سر به مهر (۱۳۹۱)
- ورود زنده‌ها ممنوع (۱۳۸۸)
- بازی (فیلم تلویزیونی) (۱۳۸۷)
- در به درها (۱۳۸۳)

### تلویزیون
- گیلدخت
- سرباز (مجموعه تلویزیونی)
- پایتخت
- چاردیواری
- وضعیت سفید
- کیمیا (مجموعه تلویزیونی)
- مدینه (مجموعه تلویزیونی)
- جایزه بزرگ (مجموعه تلویزیونی)
- جراحت (مجموعه تلویزیونی)
- چارخونه
- مادرانه
- میکائیل
- قطار ابدی

### نمایش خانگی
- مگه تموم عمر چندتا بهاره